# Vasyl Stus
Vasyl Semenovyč Stus (ukrajinsky Васи́ль Семе́нович Стус; 6. ledna 1938, Rachnivka, Vinnycká oblast – 4. září 1985, Perm 36 (Kučino), Rusko) byl ukrajinský básník, překladatel, literární kritik, disident a člen Ukrajinské Helsinské skupiny. Je považován za jednoho z předních ukrajinských básníků. Pro své politické názory byl odsouzen celkem k 15 letům v pracovních táborech, z nichž si odpykal 13 let, a následnému vyhnanství. Zemřel v září roku 1985 na samotce v pracovním táboře Perm 36 (Kučino) během protestní hladovky.

## Život a dílo
Vasyl Stus se narodil jako čtvrté dítě v rolnické rodině Semena a Yriny Stus ve vesnici  Rachnivka (Vinnycká oblast). Během represí proti "kulakům", otec našel zaměstnání v chemické továrně v Doněcku (tehdy Stalino) a celá rodina se za ním roku 1940 přestěhovala. Vasyl zde v letech 1944-1954 absolvoval základní a střední školu. Poté studoval historii a filologii na zdejším Pedagogickém institutu. Pracoval v knihovně a stal se členem místního literárního sdružení Обрій (Obzor). Školu ukončil s vyznamenáním roku 1959 a nastoupil jako učitel ve vesnici Таужне (Kirovohradská oblast) a poté do roku 1961 vykonával dvouletou vojenskou službu na Urale.
Již během studií a vojenské služby začal psát básně. Přeložil kolem 100 děl Goetha a Rilkeho, ale překlady mu byly roku 1959 zabaveny. V letech 1961-1963 učil literaturu a ukrajinštinu na střední škole v Horlivce a v březnu 1963 krátce pracoval jako horník v Doněcku. Byl editorem časopisu "Socialistický Donbas". Roku 1963 se přestěhoval do Kyjeva a na Literárním institutu Ukrajinské akademie věd začal studovat postgraduálně teorii literatury. 5. září 1965 se v kyjevském kině zúčastnil promítání filmu Sergeje Paradžanova Stíny zapomenutých předků a protestní akce proti diskriminaci ukrajinské inteligence a krátce nato byl vyloučen ze studií. Pracoval pak jako stavební dělník a topič.
1. prosince 1965 se oženil s Valentinou Popeljuch (1938-2022) a následujícího roku se narodil jejich syn Dmytro. Vasyl Stus pracoval od ledna 1966 jako vědecký pracovník v Centrálním státním historickém archivu USSR a od září 1966 v technickém informačním oddělení Ministerstva stavebních materiálů v Kyjevě. Roku 1965 dokončil svou první sbírku básní "Maelstrom", ale vytištění bylo zamítnuto, stejně jako u druhé sbírky "Zimní stromy", která pak vyšla v samizdatu a roku 1970 v exilovém nakladatelství OUN v Belgii. Roku 1968 byl jedním ze 139 signatářů dopisu ukrajinských intelektuálů Brežněvovi, ve kterém žádali ukončení politických procesů. Odeslal také několik otevřených dopisů, ve kterých se zastával V. Čornovila a I. Dziuby. Roku 1970 vydal jako samizdat sbírku "Veselý hřbitov". Navázal kontakty s ochránci lidských práv (“Public Committee in defence of Nina Strokata”) a psal protestní dopisy Svazu spisovatelů, Ukrajinskému parlamentu i ÚV USSR. 
V lednu 1972 byl zatčen a ve vazbě napsal sbírku "Čas kreativity". Jeho básně posuzoval literární kritik a spolupracovník KGB Arsen Kaspruk, který je označil za ideologicky dekadentní. Hlavním cílem vyšetřovatelů byl prokázat styky domácí opozice s ukrajinskými "nacionalisty" v zahraničí. V září 1972 byl Vasyl Stus odsouzen za "pomlouvání státu" a "antisovětskou propagandu" k 5 letům vězení a 3 rokům vyhnanství. Trest vykonával v pracovním táboře ZhKh-385/3, Baraševo v Mordovii. Disidenti se ani v pracovním táboře nedali zlomit. Z iniciativy Stuse, Čornovila a Zynovie Antoňuka byl roku 1974 v táborech zaveden 30. říjen jako Den politického vězně, kdy hromadně drželi jednodenní hladovku.
Roku 1975 málem zemřel po prasknutí žaludečního vředu a od ledna 1975 do února 1976 byl hospitalizován ve vězeňské nemocnici v Leningradě, kde se podrobil operaci žaludku. Roku 1975 z tábora propašoval svůj článek "Obviňuji", ve kterém obviňuje KGB ze šovinismu a systematické likvidace celé generace ukrajinské inteligence. Roku 1976 mu byly zabaveny rukopisy jeho vlastních básní i překlady Goetheho, Rilka, Baudelaira a Kiplinga, celkem asi 600 básní. Odeslal dopis Nejvyššímu sovětu USSR, ve kterém se vzdává sovětského občanství pro hrubé porušování svých občanských práv. Od března 1977 do srpna 1979 žil ve vyhnanství v obci Matrosov na Magadanu a pracoval jako učedník a operátor důlního kombajnu v zlatých dolech. Utrpěl zde zlomeninu nohy a než se po dvou měsících vrátil z nemocnice, ztratila se část jeho knih i rukopisů. Roku 1977 vyšla v zahraničí jeho sbírka "Svíčka a zrcadlo". Roku 1978 byl přijat do PEN klubu.
Po návratu do Kyjeva se v říjnu 1979 stal členem Ukrajinské Helsinské skupiny a byl pod stálým dohledem KGB. Do svého dalšího zatčení (14.5.1980) pracoval jako modelář ve slévárně a poté u výrobního pásu v továrně vyrábějící sportovní obuv. V září 1980 byl jako "obzvláště nebezpečný recidivista" odsouzen k 10 letům v pracovním táboře a 5 letům vyhnanství. Andrej Sacharov odeslal roku 1980 dopis na obranu Vasyla Stuse Madridské konferenci o implemetaci Helsinských dohod. Trest vykonával v pracovním táboře s přísným režimem VS-389/36 u obce Kučino v Permském regionu. Napsal zde kolem 250 básní, které spolu s 250 překlady tvořily knihu "Pták duše". Texty mu byly zabaveny a zničeny. Přestože byl vážně nemocný, musel dále pracovat v nelidských podmínkách. Rok 1983 strávil na samotce. Jeho útlak se zvýšil poté, co se dostal na Západ jeho text "Z táborového zápisníku " a Heinrich Böll ho navrhl na Nobelovu cenu za literaturu. Zemřel v noci ze 3. na 4. září 1985 během protestní hladovky na samotce.
Jeho  manželka Valentyna Popeljuch zemřela v 84 letech poblíž Kyjeva roku 2022 po zahájení Ruské invaze na Ukrajinu.

### Odkaz
Vasyl Stus byl nominován na Nobelovu cenu za literaturu pro rok 1986. Roku 1989 byla těla Stuse, Tycheho a Lytvyna převezena z Kučina a pohřbena v Kyjevě. Pohřbu se zúčastnilo 30 000 lidí.
Roku 1989 zřídila Ukrajinská asociace nezávislé inteligence neoficiální cenu Vasyla Stuse (Vasyl Stus Freedom to Write Award), udělovanou za talent a odvahu.  
Roku 1990 zrušil Nejvyšší soud Ukrajiny obvinění proti Vasylu Stusovi, za která byl odsouzen, jako bezdůvodná. Jeho přiděleným obhájcem v procesu byl Viktor Medvedčuk. Stus ho považoval za oddaného Komsomolce, který nemá zájem ho obhajovat. Odmítl ho a požadoval konzultaci s právníkem Amnesty International nebo PEN klubu.
Během věznění napsal Vasyl Stus několik dalších sbírek, které vyšly až posmrtně: Palimpsesty (1986), Návrat (1990, samizdat), Cesta bolesti (1990), Okna do záhrobí (1992), Zlatovlasá kráska (1992).
Roku 1993 byla Stusovi posmrtně udělena Státní cena Tarase Ševčenka za literaturu. Dne 26. listopadu 2005 udělil ukrajinský prezident Viktor Juščenko Vasylu Stusovi in memoriam nejvyšší státní vyznamenání: Hrdina Ukrajiny.
Od roku 1996 existovalo v Horlivce Historické a literární muzeum Vasyla Stuse, které zaniklo pro nepřízeň místních úřadů roku 2011.
Roku 2015 byl po Vasylu Stusovi za přítomnosti jeho ženy, sestry a vnučky pojmenován park ve Svjatošinské čtvrti v Kyjevě. Další náměstí nebo ulice, které nesou jméno Vasyla Stuse jsou ve Varšavě, Oděse, Lvově, Ivano-frankivsku, Vinnitsii, Lutsku, Rivne, Kramatorsku, Termopilu, Chersonu a jinde. Na mnoha místech byly instalovány pamětní desky nebo sochy.

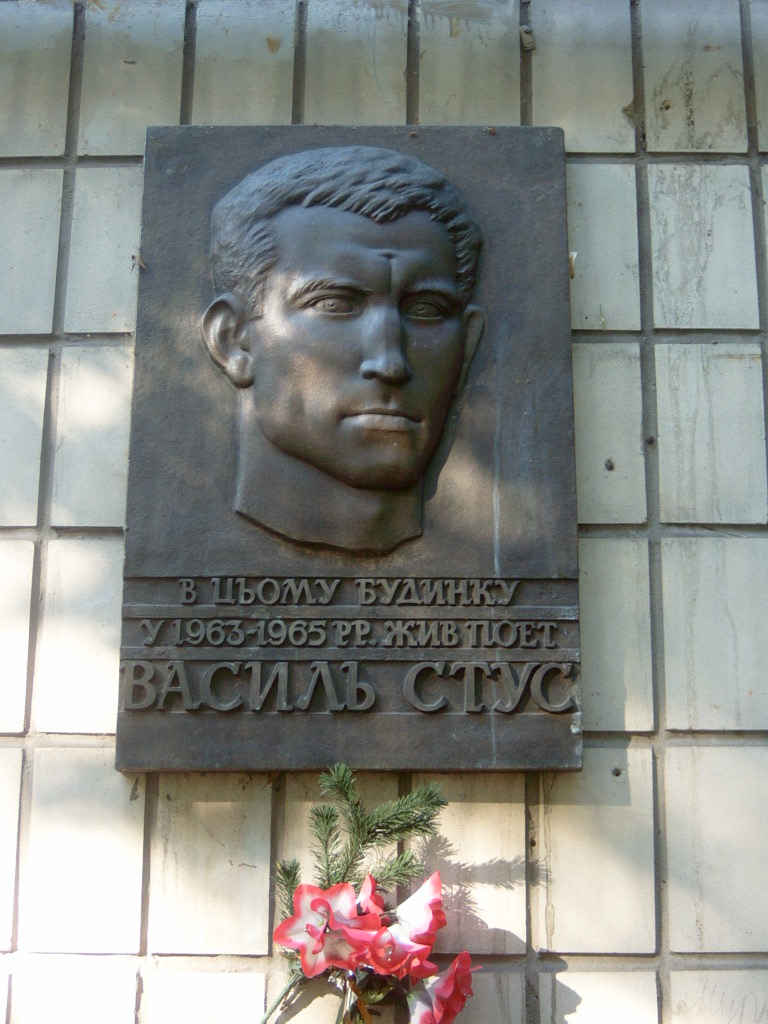
Pamětní deska v Kyjevě
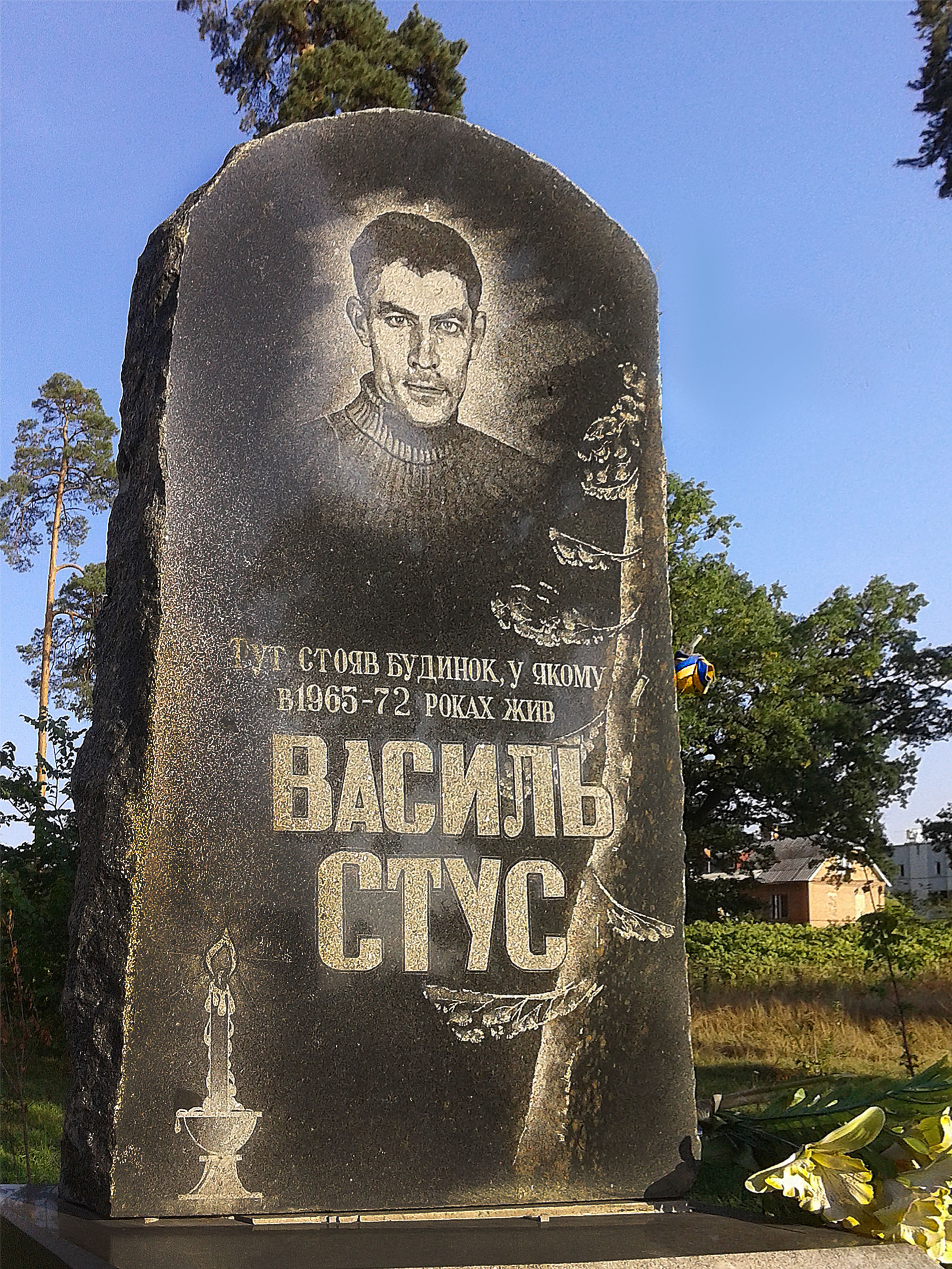
Památník V. Stuse, Kyjev
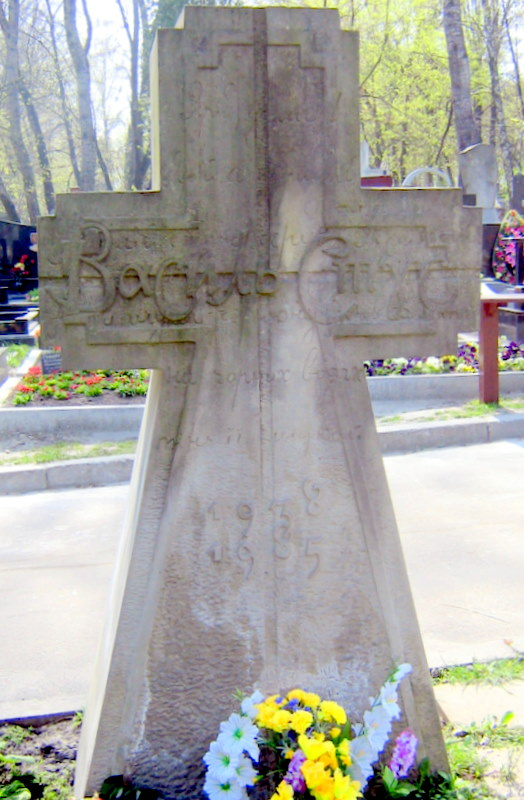
Náhrobní kámen, Kyjev
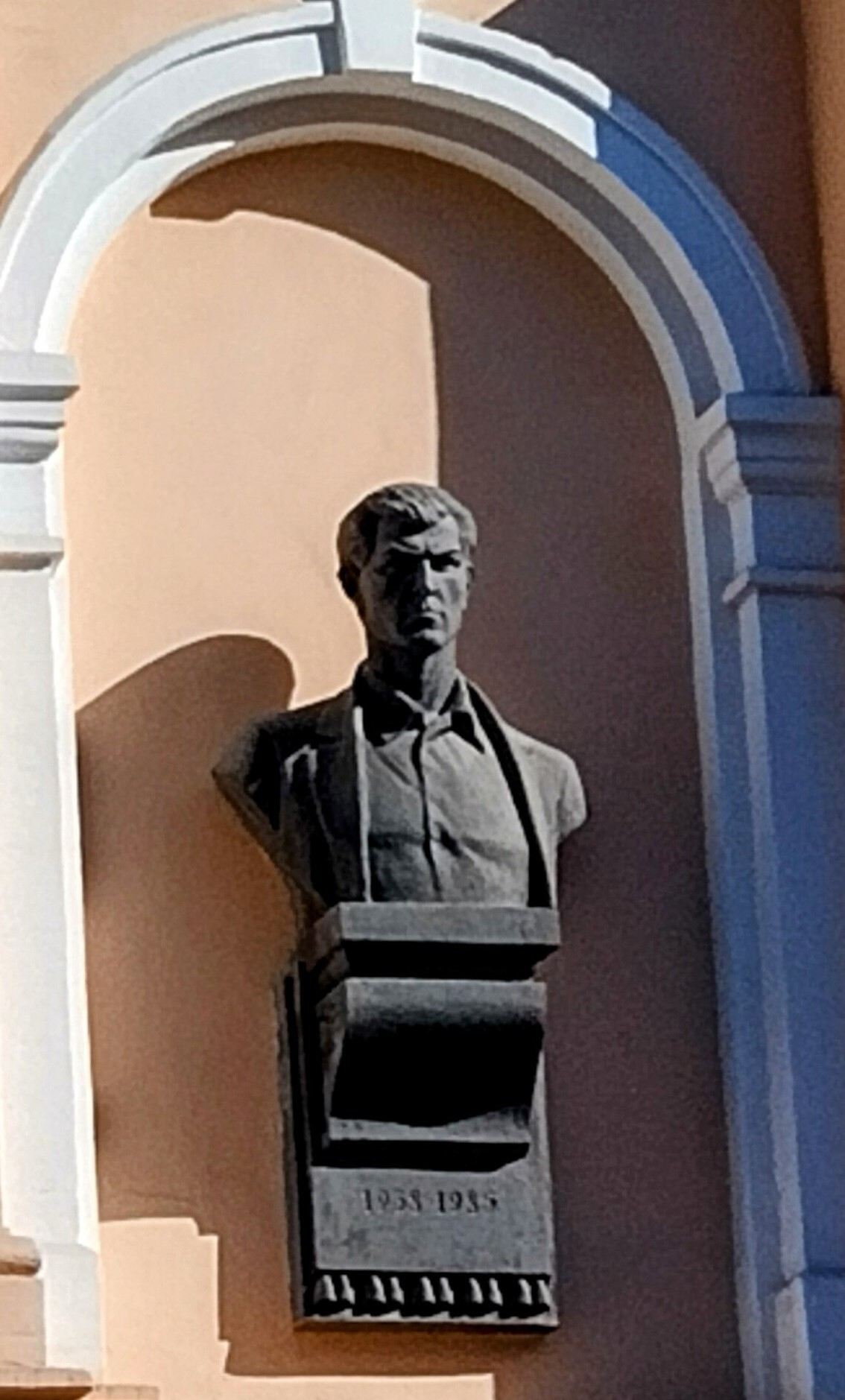
Busta V. Stuse, divadlo v Dnipru
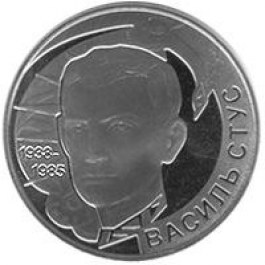
Jubilejní medaile V. Stuse